# Miliano Jonathans
Miliano Jonathans (Arnhem, 5 april 2004) is een Nederlands voetballer die uitkomt voor FC Utrecht.

## Carrière

### Jeugd
Jonathans werd geboren in Arnhem, waar hij begon met voetballen bij Arnhemse Boys, waar hij op jonge leeftijd werd gescout door N.E.C volgend door De Graafschap, FC Twente en Vitesse. Op 10-jarige leeftijd begon hij te voetballen bij Vitesse. Bij Vitesse doorliep Jonathans verschillende jeugdteams. Op 16-jarige leeftijd tekende Jonathans hij zijn eerste profcontract bij Vitesse van drie jaar. Op 16-jarige leeftijd begon Jonathans te voetballen in Vitesse onder 21 onder leiding van Nicky Hofs.

### Vitesse
Op 24 april 2022 maakte Jonathans onder toenmalig trainer Thomas Letsch zijn debuut in de Eredivisie. In de met 1-0 verloren uitwedstrijd tegen Willem II viel hij in de 84e minuut in voor Million Manhoef.
In september 2022 verlengde Jonathans zijn contract bij Vitesse met drie jaar.
In de eerste periode van de Eerste divisie 2024/25 werd Jonathans verkozen tot Beste Talent van de Eerste Periode.

### FC Utrecht
In december 2024 tekende Jonathans een contract tot medio 2028 bij FC Utrecht.

## Clubstatistieken
| Seizoen | Club    | Competitie     | Competitie | Competitie | Beker | Beker | Overig | Overig | Internationaal | Internationaal | Totaal | Totaal |
| Seizoen | Club    | Competitie     | Wed.       | Dlp.       | Wed.  | Dlp.  | Wed.   | Dlp.   | Wed.           | Dlp.           | Wed.   | Dlp.   |
| ------- | ------- | -------------- | ---------- | ---------- | ----- | ----- | ------ | ------ | -------------- | -------------- | ------ | ------ |
| 2021/22 | Vitesse | Eredivisie     | 1          | 0          | 0     | 0     | 1      | 0      | 0              | 0              | 2      | 0      |
| 2022/23 | Vitesse | Eredivisie     | 12         | 0          | 0     | 0     | -      | -      | -              | -              | 12     | 0      |
| 2023/24 | Vitesse | Eredivisie     | 6          | 0          | 1     | 0     | 0      | 0      | 0              | 0              | 7      | 0      |
| 2024/25 | Vitesse | Eerste Divisie | 18         | 11         | 1     | 0     | -      | -      | -              | -              | 19     | 11     |
| Totaal  | Totaal  | Totaal         | 37         | 11         | 2     | 0     | 1      | 0      | 0              | 0              | 40     | 11     |

Bijgewerkt t/m 20 december 2024.

## Interlandcarrière
In maart 2022 werd Jonathans opgenomen in de voorselectie van het Nederlands voetbalelftal onder 18, maar hij kwam niet voor in de definitieve selectie.